# 東武芸村
東武芸村（ひがしむげむら）は、かつて岐阜県武儀郡にあった村である。
合併で武芸村（後に町制施行で改称し、武芸川町）となった後、現在は関市武芸川町の西部に該当する。
村名は、武儀郡の旧称「武藝郡」に由来するとも、武芸谷の東に位置していることとも言われている。

## 歴史
- 江戸時代末期、この地域は尾張藩領（尾張藩の美濃国の飛び地）であった。
- 1889年（明治22年）7月1日 - 宇多院村、平村、谷口村が合併し、東武芸村となる。
- 1956年（昭和31年）9月29日 - 東武芸村と南武芸村（旧・広見村を除く）が新規合併し、武芸村となる。

## 教育
- 東武芸村立武芸小学校 （現・関市立武芸小学校）
- 山県郡美山村武儀郡東武芸村学校組合立武芸中学校

## 観光
- 寺尾峠の桜並木（現・寺尾ヶ原千本桜公園）

## 仏閣
- 汾陽寺